# Edificio Merín
El edificio Merín, situado en la plaza alcalde José Reig Vilaplana número 12 de Cocentaina (Alicante), Comunidad Valenciana, es un edificio privado de estilo racionalista construido en el año 1930, que fue proyectado por el arquitecto alcoyano Vicente Valls Gadea.

## Edificio
El edificio es obra del arquitecto alcoyano Vicente Valls Gadea. Las obras se inician en 1930, concluyendose en 1931. El lenguaje del edificio tiene claras influencias del racionalismo arquitectónico con rasgos expresionistas. Es uno de los primeros ejemplos de arquitectura del racionalismo valenciano que tienen lugar en la Comunidad Valenciana y en la provincia de Alicante. Unos años más tarde volvería a utilizar este mismo lenguaje en el edificio Roca, en Valencia.
El edificio recae a tres espacios diferentes, la plaza alcalde José Reig Vilaplana número 12, la avenida Jaume I número 8 y la calle Roger de Lauria. El volumen edificado es exento con dos fachadas laterales recayentes a las calles Rey Don Jaime y Roger de Lauria respectivamente. La fachada principal se abre con más perspectiva a la plaza alcalde José Reig Vilaplana y la cuarta fachada a un jardín vallado.
En una de las esquinas sobresale con esbeltez el cuerpo cilíndrico de una torre mirador de tres alturas. Los huecos del paramento exterior se inscriben en bandas horizontales de color rosa que a modo de continuas rasgaduras emulan la fenêtre longeure de Le Corbusier. Compositivamente destacan las líneas curvas expresionistas, que las bandas horizontales de la fachada acentúan. El juego de alturas y la combinación de volúmenes le aportan al conjunto una gran plasticidad. Con criterios racionalistas, las esquinas se moldean para facilitar la fluidez de la circulación urbana.
La edificación consta de bajos comerciales y tres alturas con ático. En cada una de las dos primeras alturas hay una sola vivienda que distribuye sus estancias alrededor de un patio interior de planta poligonal. En la tercera planta hay dos viviendas. Están presentes algunas de las notas invariables que caracterizan el lenguaje racionalista asimilado por los arquitectos alicantinos como es la rotundidad volumétrica, desornamentación, estandarización, etc.